# Théâtre Kalma
 (novembre 2019).
Pour les articles homonymes, voir Kalma.
Le théâtre Kalma est un théâtre nord-coréen.

## Description
Il est situé à Wonsan, dans la province de Kangwŏn en Corée du Nord.